# Isabelle Pasquier-Eichenberger

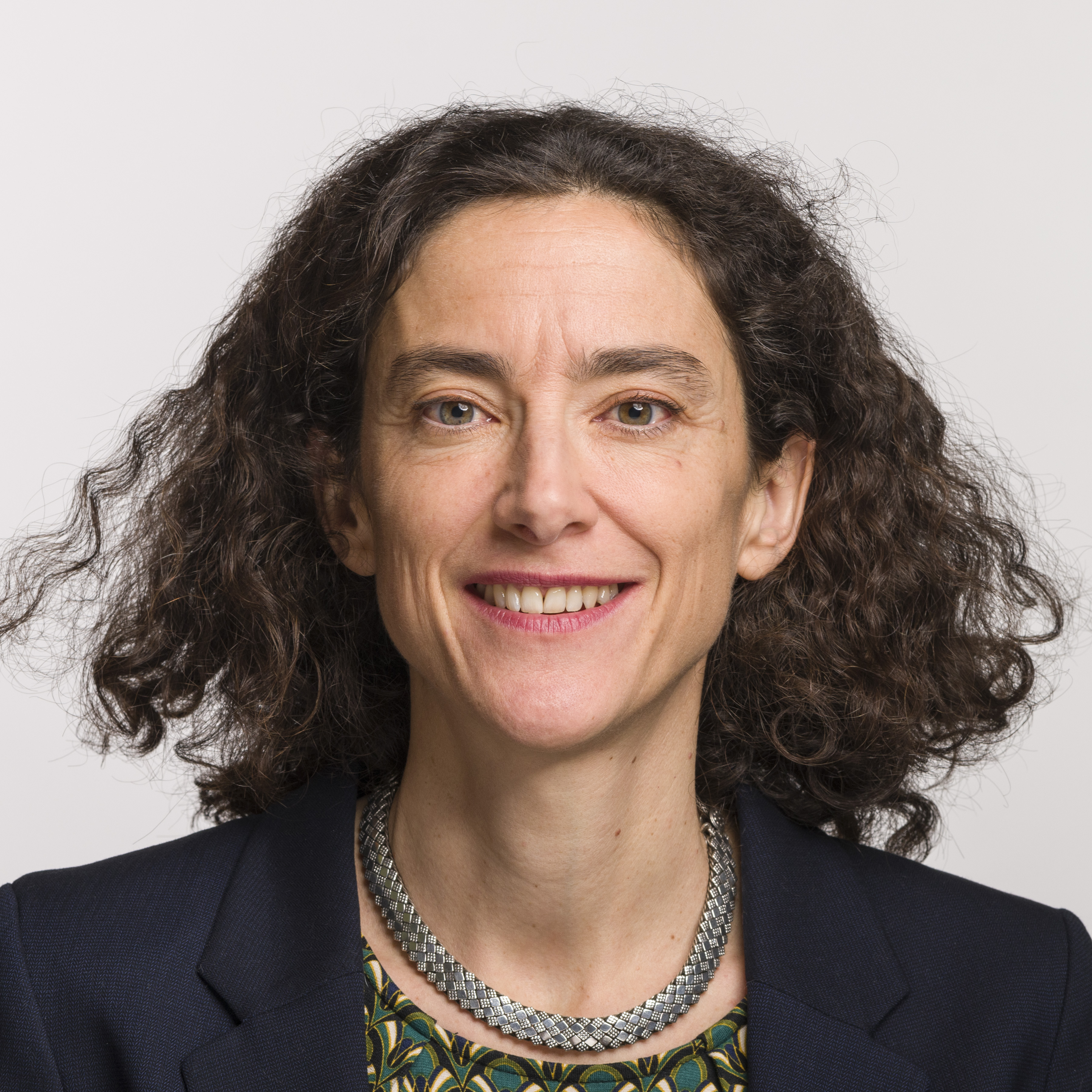
Isabelle Pasquier-Eichenberger (2019)

Isabelle Pasquier-Eichenberger (* 17. März 1973 in Chêne-Bougeries; heimatberechtigt in Le Pâquier, Fahrwangen und Genf) ist eine Schweizer Politikerin (Grüne). Von 2019 bis 2023 war sie Nationalrätin.

## Leben und Ausbildung
Isabelle Pasquier erwarb 1997 einen Abschluss in Geographie an der Universität Genf, im Jahr 2002 einen Abschluss in Ökologie und Umweltwissenschaften an der Universität Neuenburg und 2008 einen Abschluss in öffentlicher Verwaltung an der Universität Genf. Sie arbeitet als Koordinatorin der Alpen-Initiative für die Westschweiz (nebenberuflich). Isabelle Pasquier ist Mitglied der Kommission für Landwirtschaft und Ernährung der Fédération romande des consommateurs (FRC). Sie hat zwei Töchter und lebt in Carouge.

## Politische Karriere
Isabelle Pasquier wurde für die Legislaturperiode 2018–2023 in den Grossen Rat des Kantons Genf gewählt. Als Kandidatin bei den Nationalratswahlen 2019 erreichte sie auf ihrer Liste den zweiten Ersatzplatz. Nachdem Lisa Mazzone, die auf der gleichen Liste gewählt worden war, am 10. November 2019 im zweiten Wahlgang auch noch einen Sitz im Ständerat errang und der erste Ersatzkandidat Pierre Eckert aus persönlichen Gründen auf das Mandat verzichtete, rückte Isabelle Pasquier in den Nationalrat nach. Sie wurde am 2. Dezember 2019 als Nationalrätin vereidigt. Dort war sie Mitglied der Kommission für Verkehr und Fernmeldewesen und der Geschäftsprüfungskommission. Bei den Wahlen 2023 wurde sie nicht wiedergewählt.